# Selespeed
Selespeed — название электрогидравлической механической трансмиссии, устанавливаемой на автомобили Alfa Romeo. Система разработана итальянской компанией Magneti Marelli. Selespeed — это роботизированная механическая коробка передач с электрическим сцеплением. Переключение передач в данной системе возможно при использовании подрулевых лепестков на рулевом колесе или посредством «ручки переключение передач» как на секвентальной коробке передач. Правый подрулевой лепесток означает повышение передачи, а левый лепесток — понижение передачи. На ручке переключения передач: вниз — понижение, вверх — повышение передачи. Коробка передач также имеет два режима работы: режим «City», означающий автоматическое включение передач как на традиционной автоматической коробке передач, и режим «Manual», где переключение передач идёт в ручном режиме.
Selespeed был впервые представлен в 1999 году на автомобиле Alfa Romeo 156. В то же время эта была первая модель в своём классе с роботизированной коробкой передач. Первая версия имела кнопки переключения передач на руле вместо лепестков. Во время рестайлинга 156-й в 2002 году, кнопки были заменены на лепестки, которые впервые были установлены на Alfa Romeo 147 вместе с новым дизайном рулевого колеса.
Во время обычной поездки, возможно использовать любой из подрулевых лепестков или ручку переключения передач, если это необходимо водителю. Если водитель захочет нажать на лепесток и использовать ручку переключения передач одновременно, приоритет отдается ручке. Скорость переключения передач в автоматическом режиме в данной системе зависит напрямую от оборотов двигателя; если обороты двигателя больше, чем 5000 об/мин и крутящий момент более чем 60 % на определенной передаче, происходит переключение по увеличению передачи. Система также имеет ограничение оборотов двигателя для избежания повреждения двигателя (на GTA моделях это было убрано). Данная коробка передач была сделана для спортивного вождения, но режим «City» также позволяет использовать систему как простую автоматическую коробку для езды по городу.

## Модели
На следующих моделях Fiat и Alfa Romeo был установлен или был доступен Selespeed:
| Модель            | Версия       |
| ----------------- | ------------ |
| 156               | 2.0 TS       |
| 156 GTA           | 3.2 GTA      |
| 156               | 2.0 JTS      |
| 147               | 2.0 TS       |
| 147 GTA           | 3.2 GTA      |
| GT                | 2.0 JTS      |
| 159               | 2.2 JTS      |
| Brera             | 2.2 JTS      |
| Spider            | 2.2 JTS      |
| Fiat Stilo Abarth | 2.4 20V      |
| Fiat Grande Punto | 1.3 MultiJet |

Другие автомобили использовали похожие системы трансмиссий: Ferrari F355 F1 и Aston Martin Vanquish. Основа данных систем похожая для всех автомобилей, но скорость работы обычно различная. Кроме того, первые поколения SMG у BMW также частично оснащались компонентами от Magneti Marelli.